# 戦う翼
『戦う翼』（たたかうつばさ、The War Lover）は、1962年のイギリス・アメリカ合衆国の映画。出演はスティーヴ・マックィーンなど。

## キャスト
| 役名                 | 俳優                         | 日本語吹替  |
| 役名                 | 俳優                         | NETテレビ版 |
| -------------------- | ---------------------------- | ----------- |
| バズ・リックソン大尉 | スティーブ・マックイーン     | 田中信夫    |
| ボー／エド・ボランド | ロバート・ワグナー           | 中田浩二    |
| ダフネ               | シャーリー・アン・フィールド | 伊藤弘子    |
| リンチ               | ゲイリー・コックレル         | 堀勝之祐    |
| ジュニア             | マイケル・クロフォード       |             |
| ブリント             | ビル・エドワーズ             |             |

- NETテレビ版: 初回放送1969年9月6日『土曜映画劇場』 ※『戦う翼・孤独な英雄』というタイトルで放送された。

## スタッフ
- 原作：ジョン・ハーシー
- 監督：フィリップ・リーコック
- 脚本：ハワード・コッチ
- 製作：アーサー・ホーンブロウ・Jr
- 撮影：ボブ・ヒューク
- 音楽：リチャード・アディンセル、ミュア・マシースン